# Hispania Citerior
Hispania Citerior (dansk: Nærmere Hispania) var en romersk provins i Hispania under den romerske republik. Det var på den østlige kyst af den Iberiske Halvø ned til byen Cartago Nova – nutidens Cartagena i det autonome samfund Murcia, Spanien. Det dækkede groft sagt de nuværende spanske autonome samfund Catalonien og Valencia. Længere mod syd var den romerske provins Hispania Ulterior ("Længere Hispania" eller "Yderligere Hispania"), som var navngivet sådan, fordi den var længere væk fra Rom.
De to provinser blev etableret i 197 f.Kr., fire år efter afslutningen af den anden puniske krig (218-201 f.Kr.). Under denne krig besejrede Scipio Africanus karthagerne i Slaget ved Ilipa (nær Sevilla) i 206 f.Kr. Det førte til, at romerne overtog de karthagiske besiddelser i det sydlige Spanien og på østkysten op til floden Ebro. Adskillige guvernører i Hispania Citerior befalede krige mod keltiberianerne, der boede vest for denne provins. I slutningen af det første århundrede f.Kr. omorganiserede Augustus de romerske provinser i Hispania. Hispania Citerior blev erstattet af den større provins Hispania Tarraconensis, som omfattede de områder, romerne efterfølgende havde erobret i det centrale, nordlige og nordvestlige Hispania. Augustus omdøbte også Hispania Ulterior til Hispania Baetica og dannede en tredje provins, Hispania Lusitania.

## Etymologi
Hispania er det latinske udtryk for den Iberiske Halvø. Udtrykket kan spores tilbage til mindst 200 f.Kr., hvor udtrykket blev brugt af digteren Quintus Ennius. Ordet er muligvis afledt af det puniske אי שפן "I-Shaphan", der betyder " hyraxes kyst", som kom fra en fejlidentifikation fra fønikiske opdagelsesrejsende af landets talrige kaniner som hyraxer. Ulterior er den komparative form for ulter, som betyder "det er hinsides". I henhold til den antikke historiker Cassius Dio kom befolkningen i regionen fra mange forskellige stammer. De delte ikke et fælles sprog eller en fælles regering.